# Portsmouth (Rhode Island)
Portsmouth ist eine kleine Stadt im Newport County, im Südosten des US-Bundesstaates Rhode Island auf der gleichnamigen Insel in der Narragansett Bay. Zum Stadtgebiet zählt auch Dyer Island. Das U.S. Census Bureau hat bei der Volkszählung 2020 eine Einwohnerzahl von 17.871 ermittelt.

## Geographie

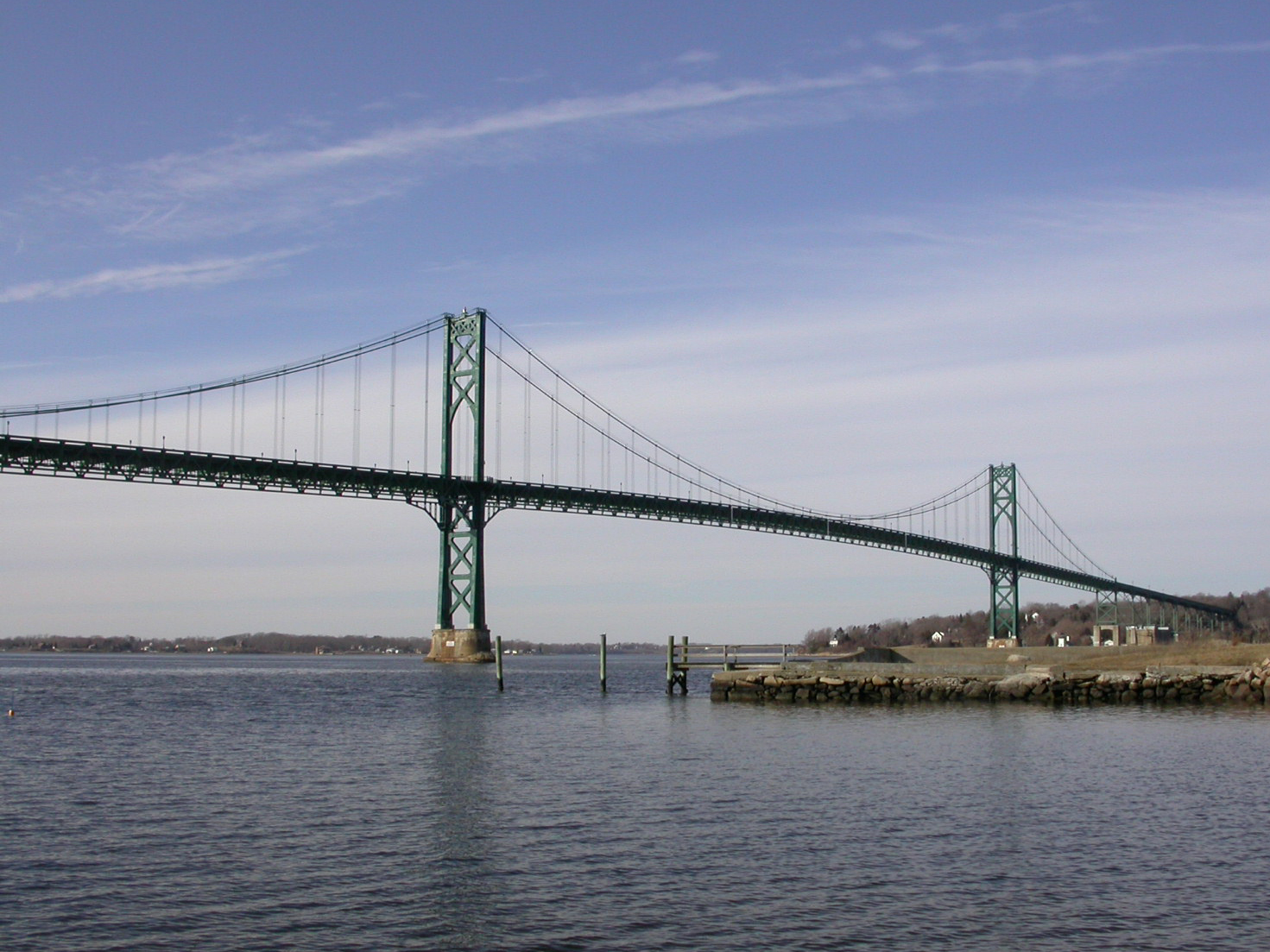
Mount Hope Bridge

Portsmouth liegt an der Nordspitze der Insel Rhode Island. Das Stadtgebiet umfasst neben einem Teil von Rhode Island mehrere Inseln, darunter Prudence Island, Patience Island, Hope Island und Hog Island. Es hat eine Fläche von 153,6 km², mehr als die Hälfte davon besteht aus Wasserflächen. Die mittlere Höhe von Portsmouth beträgt 43 m.
Die Siedlungsfläche konzentriert sich vor allem auf die Ostküste der Insel. Der Westen des Stadtgebietes ist überwiegend ländlich geprägt und vom Weichbild der Stadt durch die Rhode Island State Route 24 getrennt. Die State Route ist über die Sakonnet Bridge die Hauptverbindung nach Fall River auf dem östlichen Festland in Massachusetts. Das nördliche Festland ist über die State Route 114 und die Mount Hope Bridge erreichbar. Die 114 stellt auch die Verbindung mit Newport im Süden der Insel her. Von der Westküste des Stadtgebietes führt eine Fährverbindung über Prudence Island nach Bristol.

## Bevölkerung
Bei der Volkszählung 2000 wurden 17.149 Einwohner gezählt. Fast 96 % der Einwohner waren Weiße, der restliche Anteil verteilte sich auf verschiedene Volksgruppen. Das Pro-Kopf-Einkommen betrug 28.161 US-Dollar; 3,4 % der Bevölkerung lebte unter der Armutsgrenze.

## Geschichte
Die Stadt wurde 1638 von Anne Hutchinson als zweite europäische Siedlung im heutigen Rhode Island gegründet. Eine große Rolle im Wirtschaftsleben der Stadt bildeten Fischfang und Schiffbau. Im 19. Jahrhundert war darüber hinaus der Steinkohlenbergbau wichtig.